# Suisse Caravan Salon

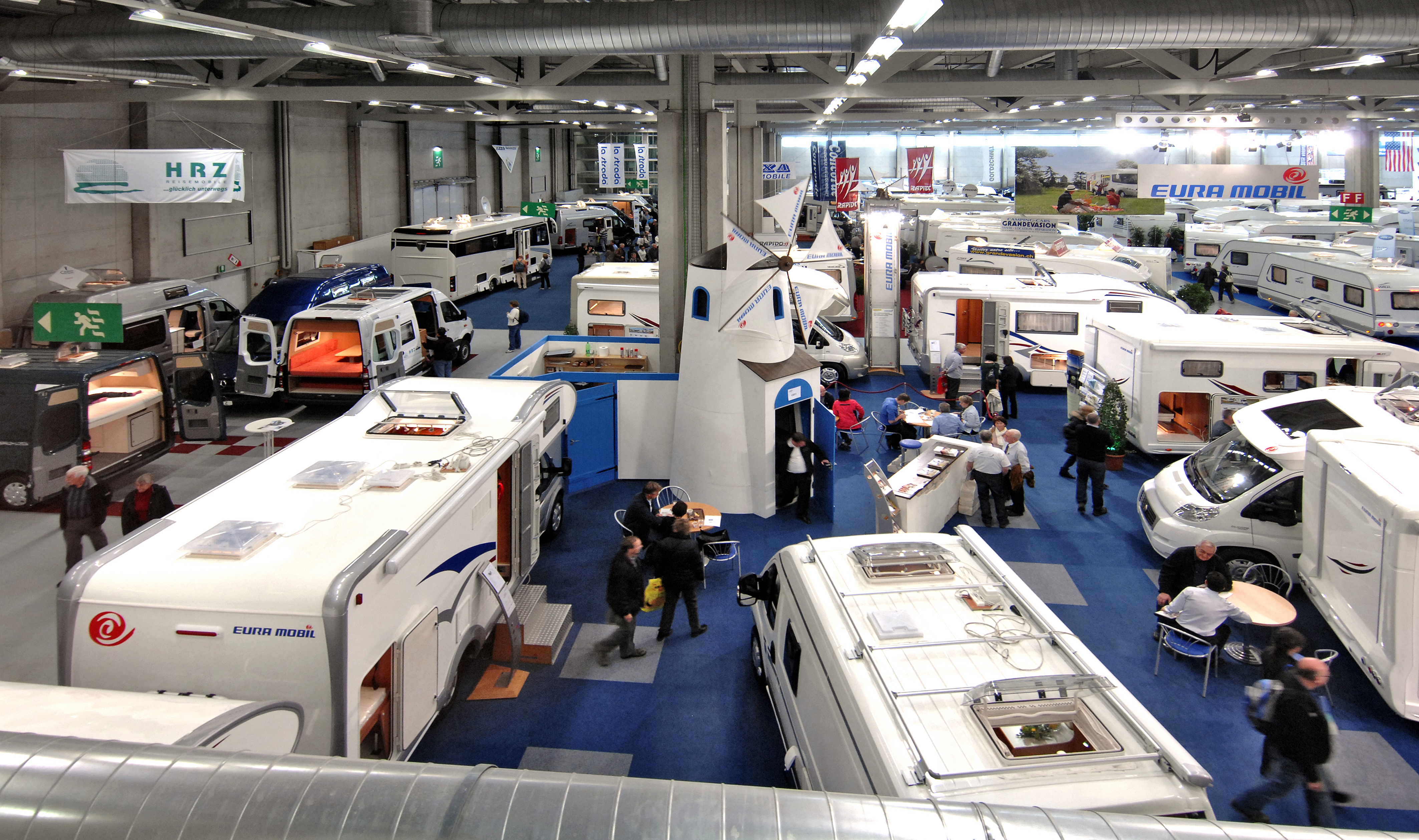
Blick in die Messehalle 3.2 am Suisse Caravan Salon 2010

Der Suisse Caravan Salon ist eine Schweizer Messe für Caravaning und Camping. Der Salon findet jährlich im Herbst in Bern statt. Veranstalter des Suisse Caravan Salon ist die Bernexpo AG.

## Entstehung und Konzept
Die Geschichte des Suisse Caravan Salon begann im Jahr 1964. Damals lancierte Jürg W. Vogel mit anderen Personen den ersten Schweizer Caravan Salon in der Züspa-Halle in Zürich. Mit dem ersten Salon wurde der Schweizer Caravangewerbe-Verband SCGV gegründet, Jürg W. Vogel übernahm das Verbandspräsidium. Die bescheidene Ausstellung umfasste etwa 10–15 Aussteller. Zur 43. Durchführung des Suisse Caravan Salon konnten 2010 über 39'000 Besucher verzeichnet werden.

## Ausstellungsbereiche
Die Messe umfasst drei Ausstellungsbereiche: Freizeitfahrzeuge (Wohnwagen, Motorcaravans, Mobilheime etc.), Outdoor Equipment (Grill- und Kochgeräte, Wetter- und Sonnenschutzsysteme, Zelte, Schlafsäcke, Funktionsbekleidung etc.) und Tourismus (Erlebnisreisen, Ausflugsziele, Campingplätze, Fitness, Wellness etc.).